# Locksmith Animation
Locksmith Animation är en brittisk-amerikansk film- och datoranimationsstudio grundad 2014. Till företagets egna produktioner hör animationsfilmerna Ron rör om och Den där julen.

## Långfilmer
- Ron rör om (2021)
- Den där julen (2024)
- Bad Fairies (2027)[5]
- The Lunar Chronicles (2028)[6]